# Bubalin

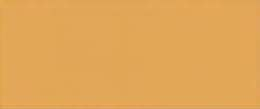
Culoarea bubalină după A. Maerz

Culoarea bubalină (latină bubalinus sau luteus, luteolus) sau bivolie, bovină, ocru deschisă este o culoare brun-gălbuie deschisă, asemănătoare cu culoarea pielii vacii sau a altor bubaline (bivoli) sau a pielii de cerb sau de căprioară. Culoarea bubalină este un amestec de ocru galben și alb: două părți de alb de plumb (ceruză) și o parte de ocru galben dau o culoarea bubalină bună, sau albul de plumb poate fi amestecat doar cu ocru francez. Adesea culoarea bubalină este considerată sinonimă culorii ocru (brun-gălbuie închisă) sau șamoa (ocru-gălbuie deschisă) sau căpruie (cafenie-gălbuie). În limba engleză pentru culoarea bubalină este folosit termenul buff (Of the colour of buff leather; a light brownish yellow = de culoarea pielii de bivol, culoare galben-brună deschisă). În Tripletă Hex culoarea buff este asemănătoare cu culoarea citron (galben-brunie sau galben-închisă).

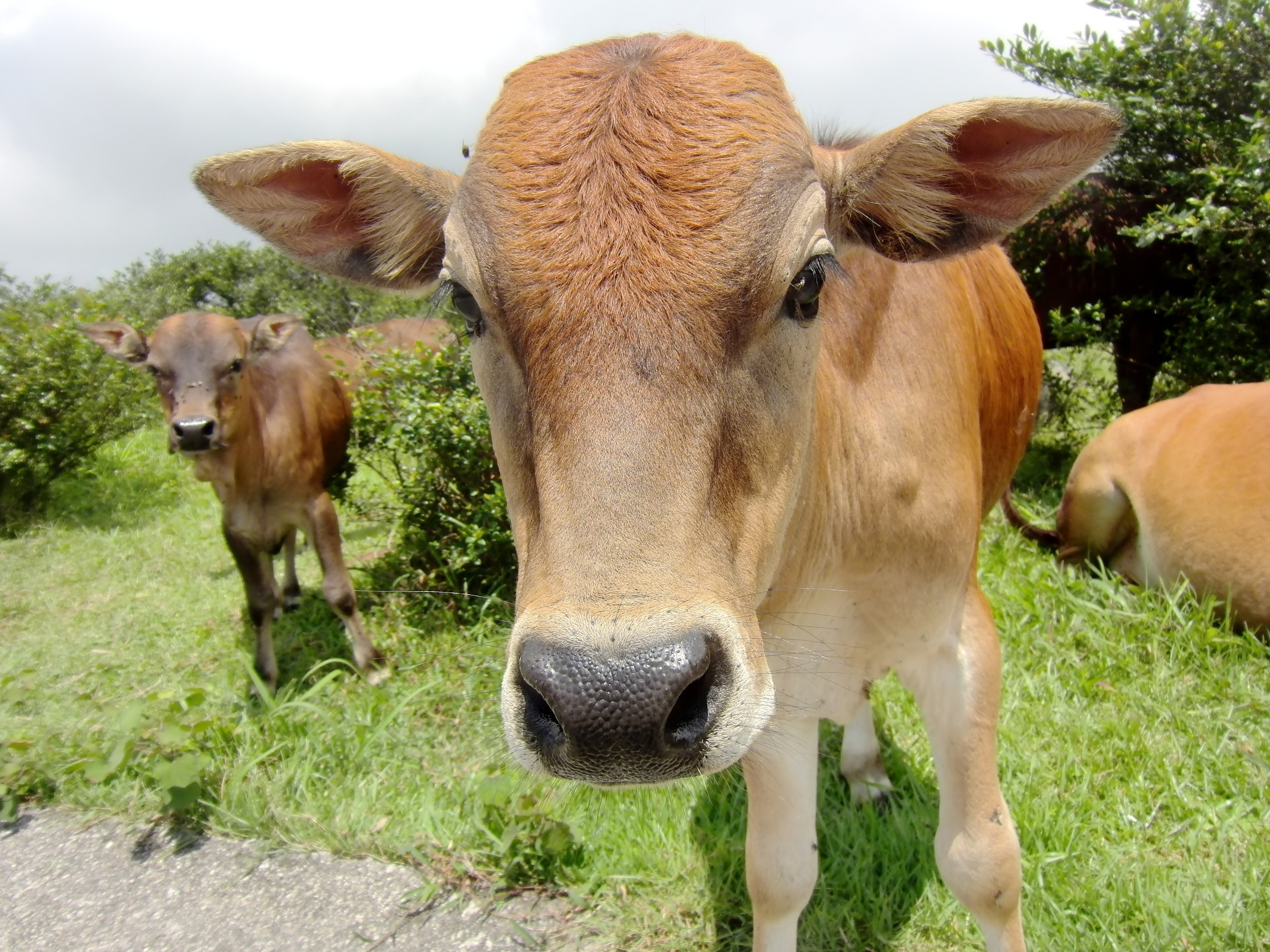
Culoarea bubalină a vacii
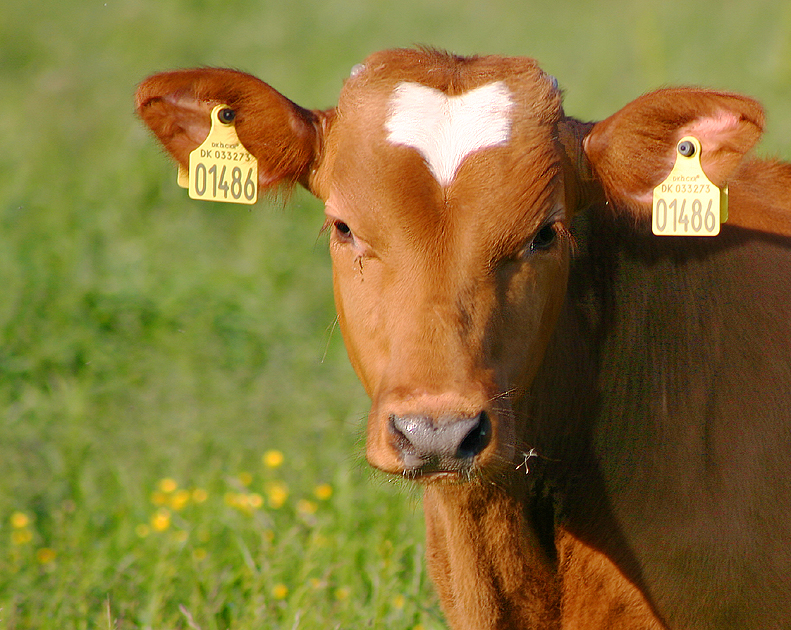
Culoarea ocru a unui vițel
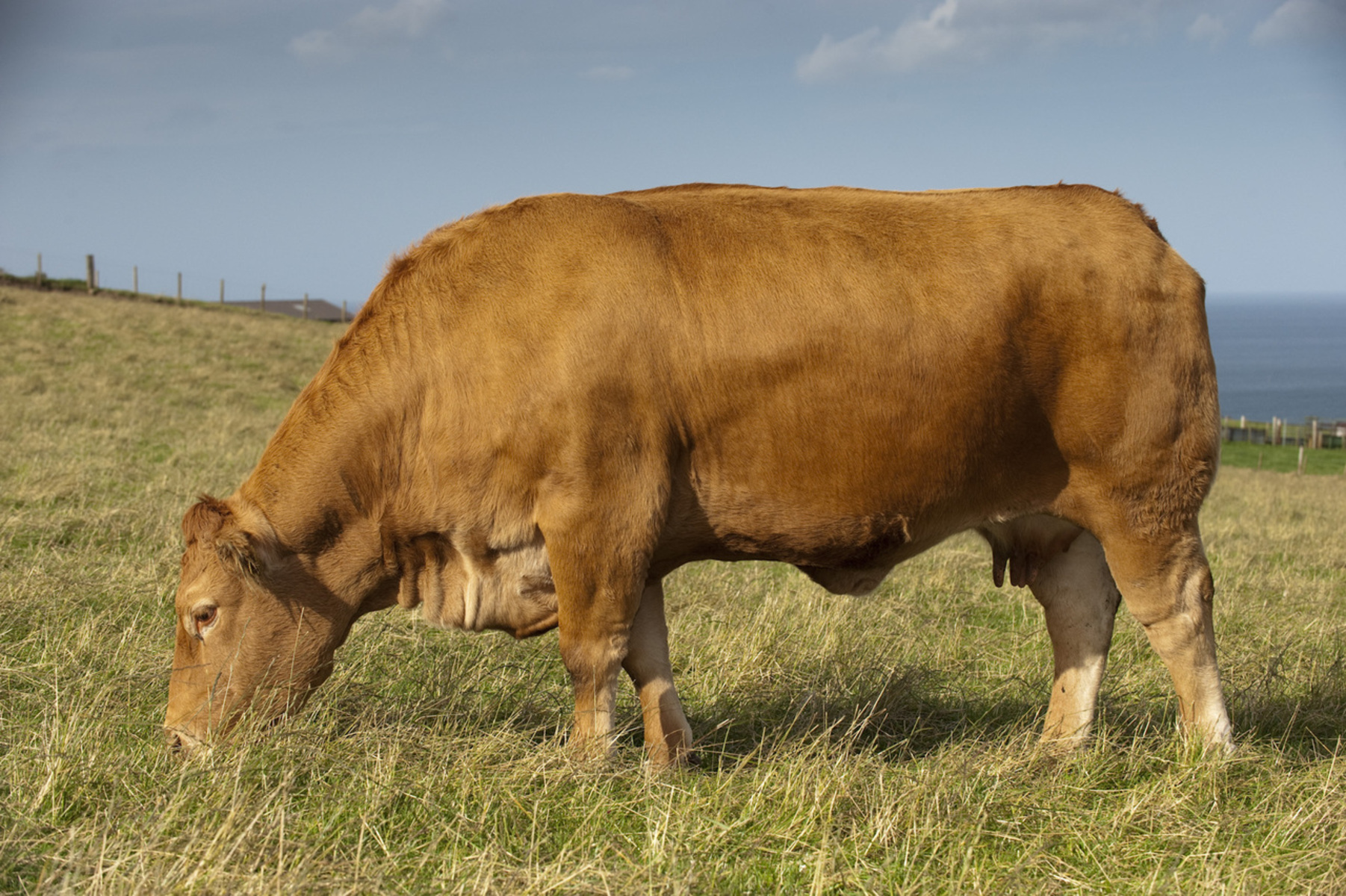
Culoarea ocru a vacii
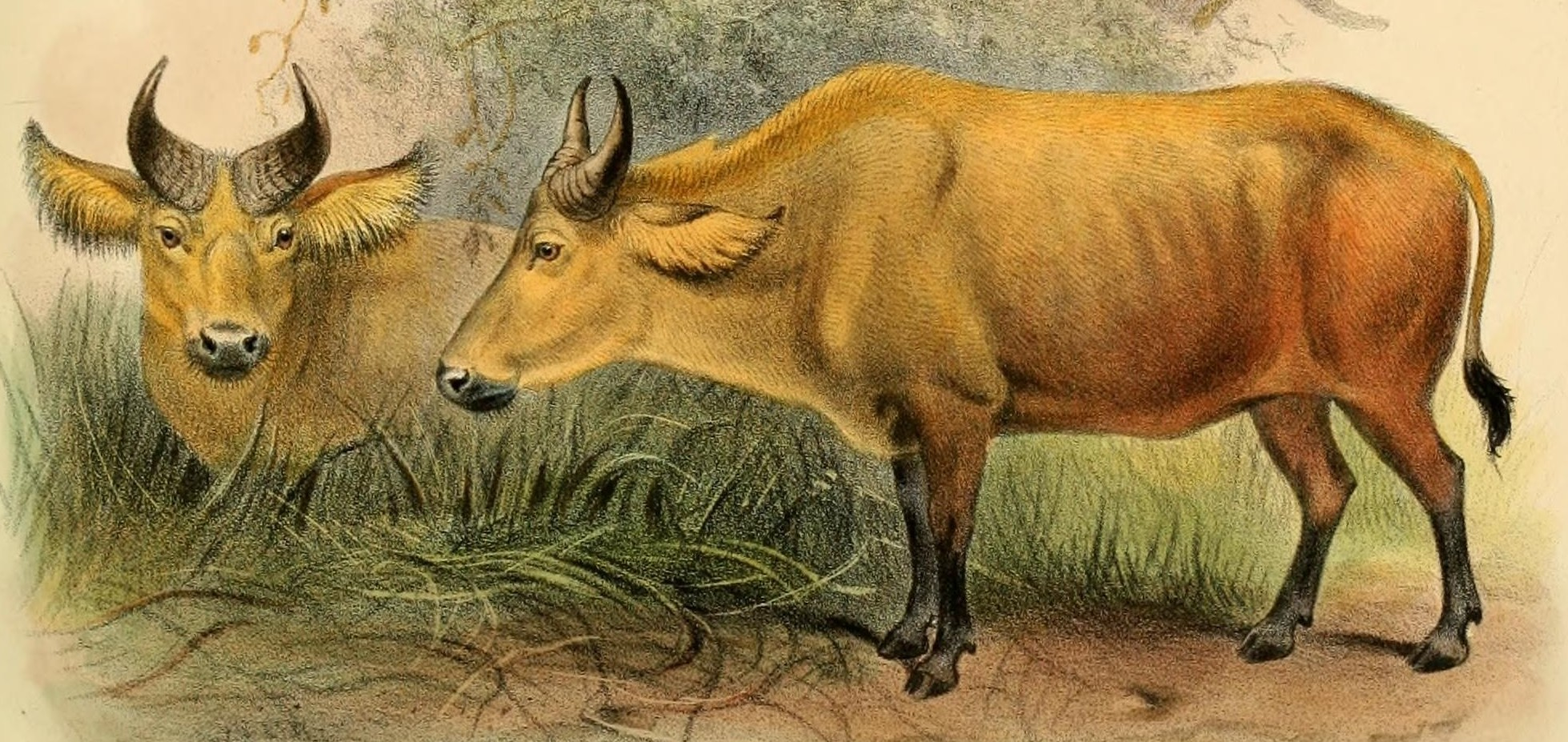
Culoarea bubalină a bivolului african de pădure (Syncerus caffer nanus)
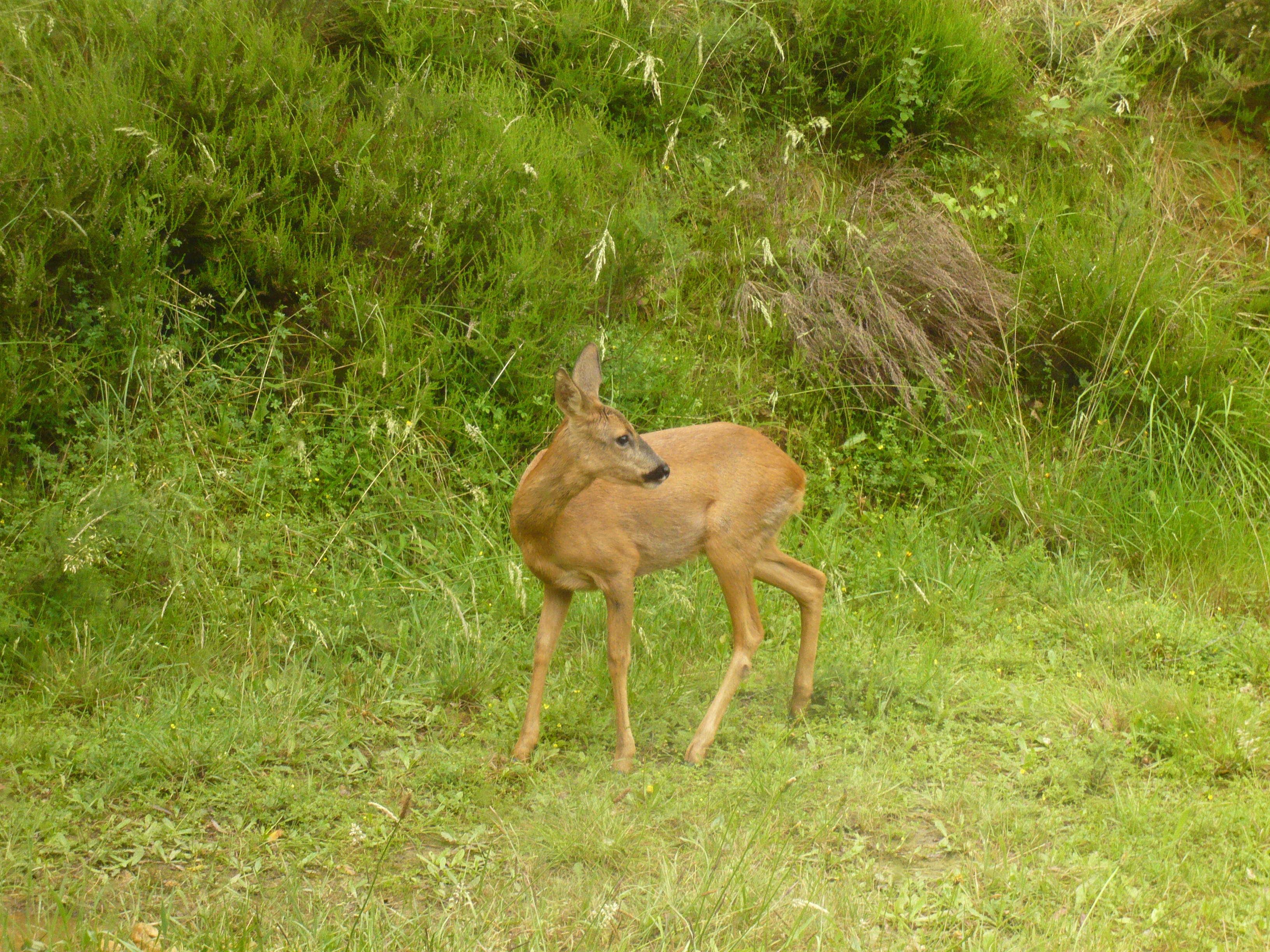
Culoarea bubalină a căprioarei (Capreolus capreolus)
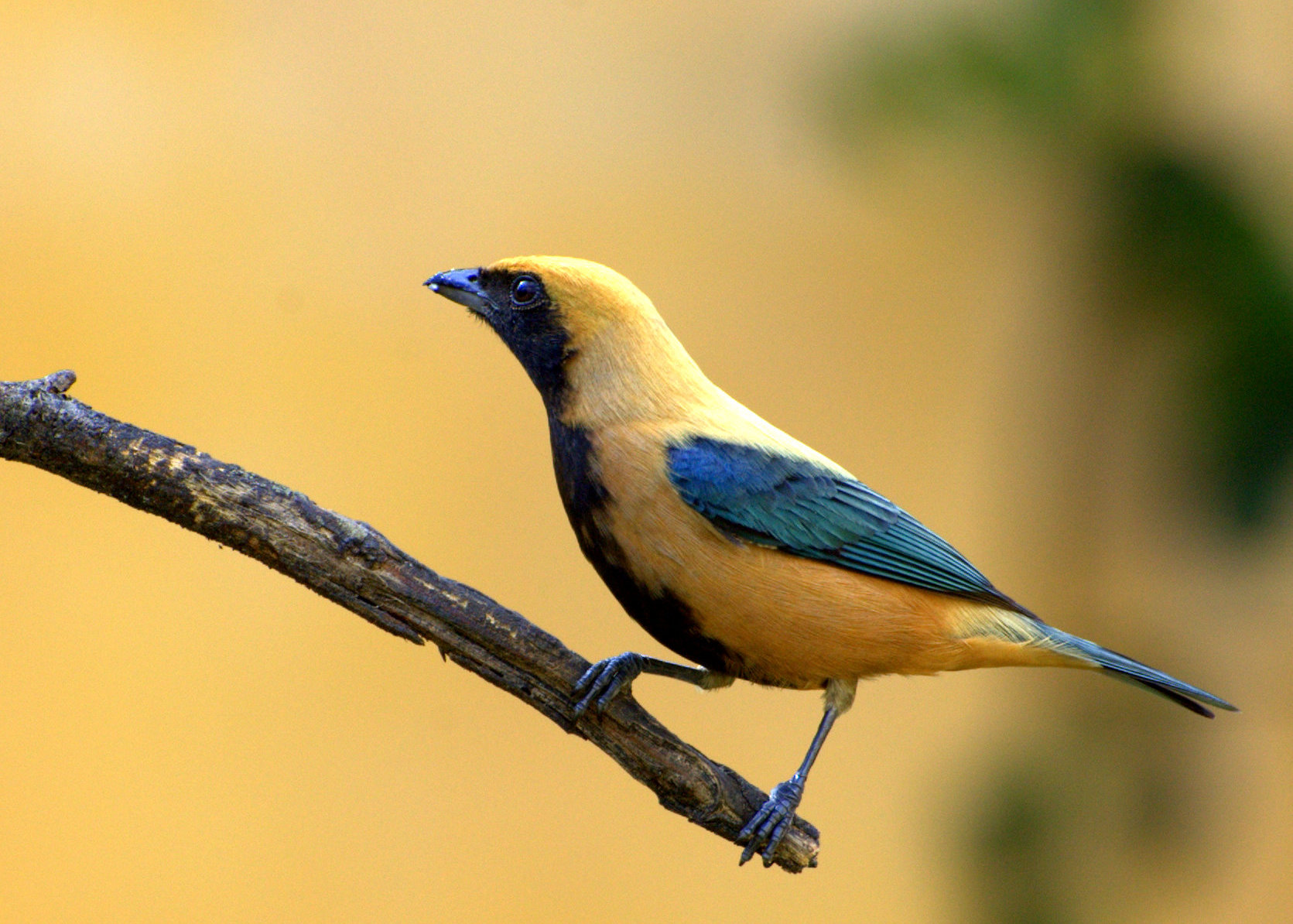
Culoarea bubalină la tangaraua guianeză (Stilpnia cayana)
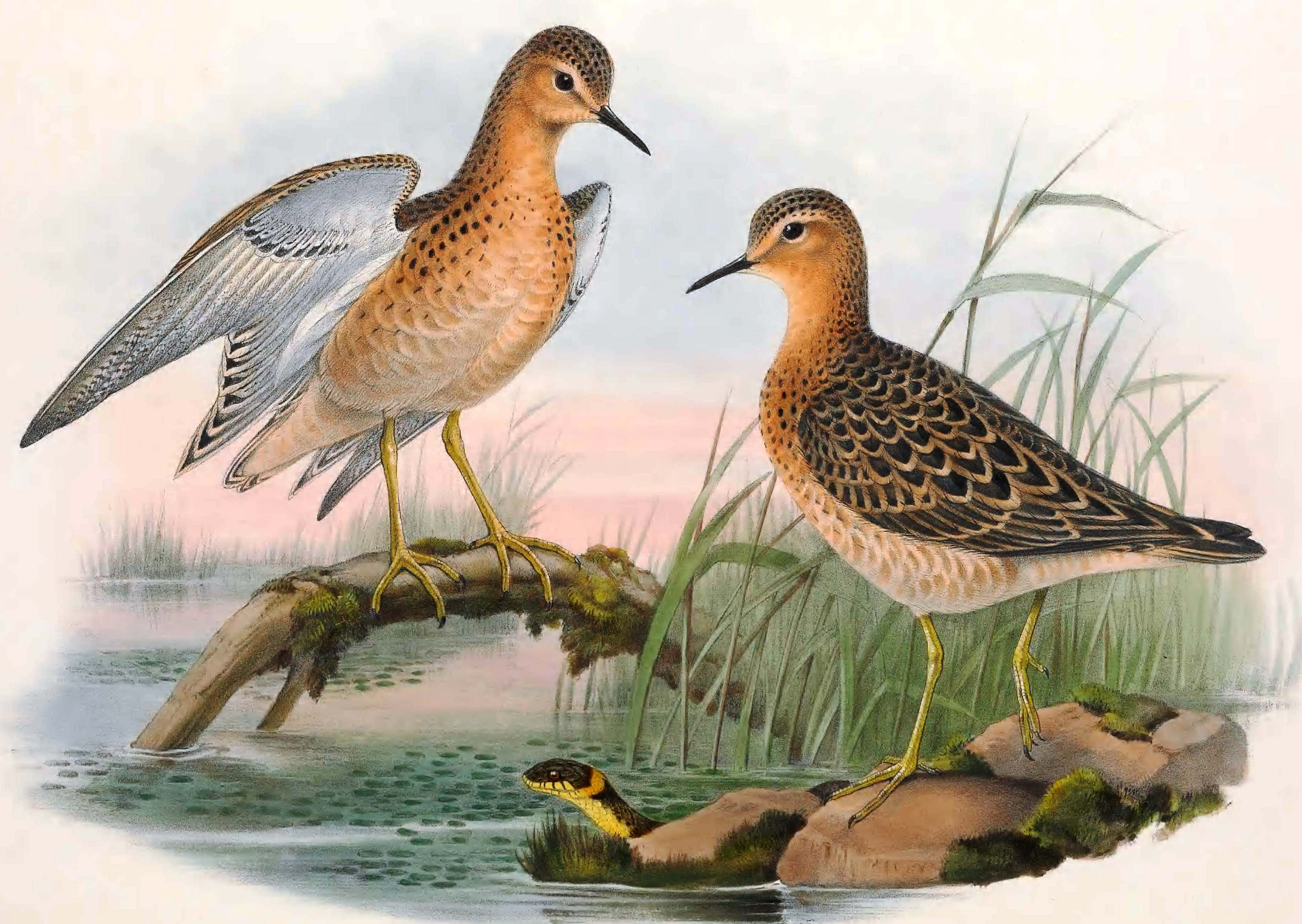
Fluierarul cu piept gălbui (Calidris subruficollis ) are fața, gâtlejul și pieptul de culoarea bubalină sau ocru
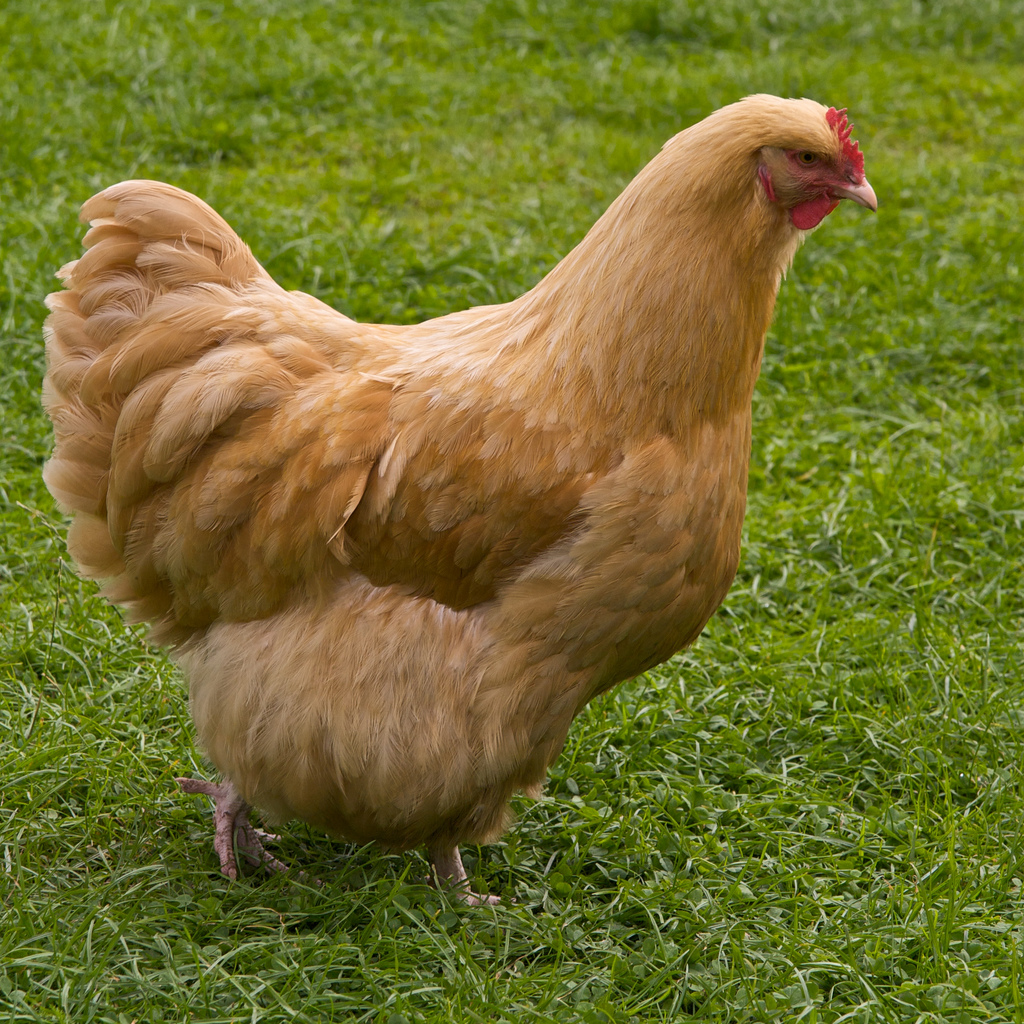
O găină brun-gălbuie
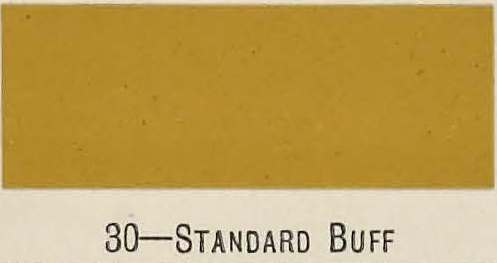
Culoarea bubalină după A. S. Jennings
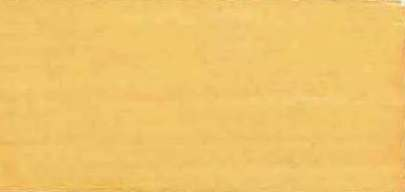
Culoarea bubalină după R. Ridgway.